# Vireo
A Vireo a madarak osztályának verébalakúak (Passeriformes) rendjébe és a lombgébicsfélék (Vireonidae) családjába tartozó nem.

## Rendszerezésük
A nemet William John Swainson írta le 1824-ben,  az alábbi fajok tartoznak ide:
- Vireo sclateri[1] vagy Hylophilus sclateri[2]
- sárgahasú lombgébics (Vireo philadelphicus)
- Vireo leucophrys
- Vireo swainsoni[1] vagy 	Vireo gilvus swainsoni[2]
- énekes lombgébics (Vireo gilvus)
- Vireo flavoviridis
- pirosszemű lombgébics (Vireo olivaceus)
- barkós lombgébics (Vireo altiloquus)
- yucatáni lombgébics (Vireo magister)
- Vireo chivi[1] vagy Vireo olivaceus chivi[2]
- noronhai lombgébics (Vireo gracilirostris)
- hamvas lombgébics (Vireo vicinior)
- oregoni lombgébics (Vireo huttoni)
- sárgatorkú lombgébics (Vireo flavifrons)
- sárgaszárnyú lombgébics (Vireo carmioli)
- Csokó lombgébics (Vireo masteri)
- Vireo notius[1] vagy Vireo plumbeus notius[2]
- Vireo cassinii
- Vireo plumbeus
- remete lombgébics (Vireo solitarius)
- hegyi lombgébics (Vireo osburni)
- jamaicai lombgébics (Vireo modestus)
- Vireo nanus
- barnaszemű lombgébics (Vireo bellii)
- Puerto Ricó-i lombgébics (Vireo latimeri)
- Vireo brevipennis
- feketefejű lombgébics (Vireo atricapilla)
- Vireo nelsoni
- Vireo pallens
- karibi lombgébics (Vireo caribaeus)
- Cozumel-lombgébics (Vireo bairdi)
- fehérszemű lombgébics (Vireo griseus)
- vastagcsőrű lombgébics (Vireo crassirostris)
- kubai lombgébics (Vireo gundlachii)
- arany lombgébics (Vireo hypochryseus[2] vagy Pachysylvia hypochrysea)[1]
- Vireo approximans[2]

## Előfordulásuk
Amerika területén honosak.

## Megjelenésük
Testhosszuk 10-17 centiméter közötti.